# Viglius van Aytta
Wigle van Aytta van Swichum (en latin Viglius ab Aytta Zuichemus, en français Vigile Zuichem d'Ayta), né en 1507 à Swichum (actuelle commune de Leeuwarden en Frise occidentale) et mort en 1577 à Bruxelles, est un jurisconsulte néerlandais des règnes de Charles Quint et de Philippe II, qui a assumé des fonctions importantes auprès des gouverneurs généraux des Pays-Bas de 1559 à 1577, notamment au début du soulèvement dirigé par Guillaume d'Orange contre Philippe II, à l'origine de la sécession des Provinces-Unies en 1581.

## Biographie
En 1507, la Frise a à sa tête le duc Georges de Saxe, à la suite d'une décision de Maximilien d'Autriche en 1498, mais la situation étant difficile, en 1515, le duc cède ses droits au nouveau souverain des Pays-Bas, Charles de Habsbourg, qui fait entrer la Frise dans ses possessions, après une période de guerre (1515-1524).

### Origines familiales et formation
Wigle est le fils de Folkert Aytta et d'Ida Hanya, des paysans aisés (herenboer). 
Son oncle Bernard Bucho van Aytta (1465-1528), frère de Folkert, a une formation de juriste et devient en 1519 conseiller du comté de Hollande. C'est de lui que Wigle reçoit une première formation à Leeuwarden.
Wigle fait ensuite des études secondaires à l'école capitulaire de Deventer, puis étudie le droit dans les universités de Louvain, de Dole (capitale du comté de Bourgogne, autre possession de Charles Quint), d'Avignon et de Valence (Dauphiné), où il obtient un doctorat en droit en 1529.

### Professeur et juriste
Il enseigne un moment le droit à l'université de Bourges, sur la chaire d'Alciat, puis à partir de 1532, à l'université de Padoue. Il correspond avec des collègues ou des humanistes, notamment Érasme et écrit alors son premier ouvrage.
Il devient ensuite official du prince-évêque de Münster, François de Waldeck, mais quitte ce poste à la fin de la crise anabaptiste de 1534-1535. 
De 1535 à 1541, il est assesseur à la Chambre impériale de Spire, une des deux cours suprêmes du Saint-Empire, et professeur de droit à Ingolstadt (en Bavière), où il est recteur (rector magnificus) en 1538-1539. 
Il rentre aux Pays-Bas en 1541, à la demande de la gouvernante Marie de Hongrie, sœur de Charles Quint.

### Carrière au service de Charles Quint (1541-1555)
Le gouvernement des Pays-Bas est alors dominé par le Comtois Nicolas Perrenot de Granvelle (1484-1550), garde des sceaux. Viglius van Aytta entre dans le Conseil privé et est chargé d'une négociation avec le duc de Clèves Guillaume V au sujet du duché de Gueldre, qu'il détient depuis 1539. 
En 1543, il entre dans le Grand conseil des Pays-Bas, la cour suprême, qui siège à Malines.
En 1544, Charles Quint lui demande de l'accompagner à la diète d'Empire qui doit avoir lieu à Spire. Avant de partir, Viglius épouse Jacqueline Damant (ca1525-1552), fille de Pierre, trésorier. À Spire, il négocie un traité entre l'empereur et le roi de Danemark. Il participe ensuite à la diète de Worms, puis à la diète d'Augsbourg (1547-1548), à l'issue de laquelle est promulgué l'Intérim d'Augsbourg (15 mai), réglant provisoirement les questions religieuses dans l'Empire, après la défaite de la ligue de Smalkalde des princes protestants à Mühlberg en 1547. Mais Viglius van Aytta s'occupe plus particulièrement de la mise au point de la transaction d'Augsbourg, texte qui établit un régime particulier dans le Saint-Empire pour les provinces des Pays-Bas.
En 1549, Viglius devient président du Conseil privé. Il participe à la rédaction de l'édit de 1550 sur les questions religieuses aux Pays-Bas, édit considéré comme excessivement répressif par nombre de nobles néerlandais, même catholiques. 
Nicolas Perrenot meurt en 1550 et est remplacé comme garde des sceaux par son fils Antoine (1517-1586), évêque d'Arras. Viglius prend de l'importance, devenant président du Conseil d'État en 1554. 
Il obtient aussi le bénéfice du monastère Saint-Bavon à Gand. 
Après avoir dû concéder aux princes protestants allemands la paix d'Augsbourg (25 septembre 1555), dont le principe est « Tel prince, telle religion », Charles Quint abdique en octobre 1555 ses titres néerlandais au profit de son fils Philippe, qui reçoit aussi la couronne d'Espagne en janvier 1556. En revanche, les possessions autrichiennes des Habsbourg reviennent à son frère Ferdinand, élu empereur en 1558.

### Carrière au début du règne de Philippe II
Après l'abdication de Charles Quint, suivi par Marie de Hongrie, Viglius van Aytta envisage de partir lui aussi, mais en est dissuadé par eux. Il devient donc conseiller de Philippe et du nouveau gouverneur général, Emmanuel-Philibert de Savoie, en poste jusqu'à la fin de la onzième guerre d'Italie, conclue victorieusement par le traité du Cateau-Cambrésis (avril 1559). 
Quelques mois après, Philippe II rentre en Espagne, laissant le gouvernorat à sa demi-sœur Marguerite de Parme, auprès de qui il laisse trois conseillers principaux, Viglius van Aytta, Antoine Perrenot de Granvelle et Charles de Berlaymont. Ces trois hommes vont se heurter aux leaders de la noblesse néerlandaise d'opposition au sein du Conseil d'État, Guillaume d'Orange, Lamoral d'Egmont et Philippe de Montmorency, comte de Hornes. 
Viglius joue un rôle notable dans la préparation de la réorganisation des diocèses des Pays-Bas et de la bulle pontificale qui l'institue en 1559. 
En 1563, il devient le treizième chancelier de l'ordre de la Toison d'or, succédant à Philippe le Noir.
En 1564, le cardinal Granvelle est privé, à la demande de Guillaume d'Orange et de ses amis, de ses fonctions politiques aux Pays-Bas. 

### Face à la crise politico-religieuse (1566-1576)
À partir de 1565, les Pays-Bas entrent dans une crise politico-religieuse grave. En 1566, a lieu l'affaire du Compromis des Nobles, le début de la révolte des Gueux et la crise de la furie iconoclaste. En 1567, Philippe envoie aux Pays-Bas une armée commandée par le Ferdinand Alvare de Tolède, duc d'Albe, gouverneur général à partir de l'automne 1567, dont la politique aboutit aboutit en 1568 au déclenchement de la guerre de Quatre-Vingts Ans (1568-1648), sous la direction de Guillaume d'Orange, qui a quitté les Pays-Bas dès avril 1567.
Viglius reste loyal à Philippe II, mais n'approuve pas la politique du duc d'Albe, dont l'emblème est le Conseil des troubles (dont il ne fait pas partie), avec la condamnation à mort et l'exécution (5 juin 1568) des comtes d'Egmont et de Hornes. 
En 1569, il quitte la présidence du Conseil privé, mais reste président du Conseil d'État.

### La crise de 1576-1577
Après la mort du successeur du duc d'Albe en mars 1576, le Conseil d'État reçoit de Philippe II l'intérim du gouvernorat. Le 14 mai suivant, le Conseil des troubles est dissous, ainsi que l'impôt du dixième institué par Albe. 
Cependant, par la suite, les relations se tendent entre le Conseil et les États de Brabant, ainsi que la municipalité de Bruxelles, qui demandent une convocation des États généraux. Le 4 septembre, a lieu un coup d'État : l'arrestation des membres du Conseil d'État, suivi de ceux du Conseil privé le 5. Viglius van Aytta étant malade à cette époque est assigné à résidence, mais les autres sont effectivement emprisonnés, plus ou moins longtemps (personne ne sera jugé ni condamné).
À partir de cette date, le pouvoir effectif est exercé par les États généraux et lorsque le nouveau gouverneur général, don Juan d'Autriche, arrive aux Pays-Bas (4 novembre 1576), il doit négocier longuement avant de pouvoir faire son entrée à Bruxelles, qu'il quitte d'ailleurs rapidement pour se réfugier à Namur (juillet 1577). 
Viglius van Aytta meurt pendant cette période troublée, le 5 mai 1577.
Peu avant son décès, Viglius fonde une école gratuite pour les enfants et un collège pour les étudiants pauvres à Louvain, .

## Œuvres
- Commentaria in decem titulos Institutionum juris civilis, Bâle, 1534 ; Lyon, 1559
- Commentaria ad titulum de rebus creditis, Bâle, 1534, in-folio ; Leyde, 1592, in-8 ; Louvain, in-4.
- Institutiones de testamentis, Leyde, 1564, 1592, in-8.
- Theophili paraphrasis ad institutiones juris civilis (ouvrage savant qu'il avait copié dans la bibliothèque de Bessarion).
- Epistolae politicae et historicae ad Joachim Hopperum , Louvain, 1661, in-8.
- Vita Viglii ab ipso scripta, La Haye, Gerard Brock, 1743.
- Alphonse Wauters (éditeur), Mémoires de Viglius et d'Hopper sur le commencement des troubles des Pays-Bas, Bruxelles, Société de l'histoire de Belgique, 1858.